# Orthocladius italicus
Orthocladius italicus är en tvåvingeart som beskrevs av Marcuzzi 1949. Orthocladius italicus ingår i släktet Orthocladius och familjen fjädermyggor.
Artens utbredningsområde är Italien. Inga underarter finns listade i Catalogue of Life.